# Bistrica (Banja Luka)
Bistrica (szerbül: Бистрица), falu Banja Luka községben, Bosznia-Hercegovinában, Bosanska krajina területén, a Szerb Köztársaságban. 

## Fekvése
Bosznia-Hercegovina északi részén, Banja Lukától légvonalban 11, közúton 13 km-re északnyugatra, 250-430 méteres magasságban, a Banja Luka - Bronzani Majdan főút mentén  fekszik. Attól a medencétől nyugatra található, amelyben Banja Luka városa fekszik. Területe átmenetet képez a völgyből a dombvidékre. Ez egy változatos domborzatú terület, 150-600 m magas, enyhe dombokkal. A falu a Bistrica völgye mentén mintegy 6 km hosszúságban húzódik, és Gornja és Donja Bistricára oszlik. Bistrica a következő településekből áll: Marjanci, Jankovići, Buzadžići, Jovanići, Savići, Čegari, Popovići, Savanovići, Lolići, Lolića Dolina, Muchalovići, Pavlići, Stanivukovići, Polići, Talići, Telići, Blagojevići, Stanivukovići Veliki, Granolići, Sikire, Stjepanovići, Gidumovići, Brdo Jankovića, Bojanići, Lovrići, Janjetovići, Kremenovići-Radići, Banjci, Jovanići, Granolići-Ćošići, Donji Jankovići, Jankovići Klupe, Lolići-Perići, Kalabe, Kremenovići-Lolići, Kremenovići-Balići és Đurići. Keleten, Banja Luka felé Saračica településsel határos, és ez a határ a Bukovac-forrás közelében keresztezi a Banja Luka - Bronzani Majdan regionális utat. Nyugaton és délnyugaton Bistrica határos a Borkovići helyi közösséggel, délen pedig Goleši faluval. Jošikovo Voda falucskában, Donja Bistricán nyolc évfolyamos iskola, több üzlet, vendéglő és kézműves üzlet működik. A közeli Lolići faluban, ahol nagyobb az épületsűrűség, három fűrészmalom és egy strandmedence található.
A Bistrica helynév (földrajzi név) nagyon elterjedt a szlávok körében, így szinte minden szláv országban megtalálható. Maga a név a folyókhoz, vagy általában a vízfolyásokhoz kapcsolódik. Ez ez esetben is így van, mivel a területén átfolyik a Bistrica-patak.

## Népessége
| Nemzetiségi csoport | Népesség 1991 | Népesség 2013 |
| ------------------- | ------------- | ------------- |
| Szerb               | 1651          | 1363          |
| Bosnyák             | 6             | 2             |
| Horvát              | 3             | 7             |
| Jugoszláv           | 32            | 5             |
| Egyéb               | 11            | 9             |
| Összesen            | 1703          | 1386          |

## Története
Bistrica nevének első említése 1287-ből származik, amikor Prijezda bosnyák bán oklevelében „Byztricha” néven említi a zemljaniki plébánia határterületeként. A faluba a középkor óta folyamatos a betelepülés. A mai szerb lakosság Montenegróból és Hercegovinából származik.
A település 1878-ig tartozott az Oszmán Birodalomhoz, ekkor a berlini kongresszus határozata alapján az Osztrák-Magyar Monarchia része lett. 1879-ben az első osztrák-magyar népszámlálás során a Banja Luka-i járáshoz és Banja Luka községhez tartozó településnek 72 háztartása és 835 ortodox lakosa volt. 1910-ben a Banja Luka-i járáshoz tartozó településen 136 háztartást és 1316 ortodox szerb lakost találtak. A monarchia szétesésével 1918-ban előbb a Szerb-Horvát-Szlovén Királyság, majd 1929-től a Jugoszláv Királyság része. 1921-ben a községnek összesen 146 háztartása és 1284 lakosa volt. Jugoszlávia megszállása után a Független Horvát Állam (NDH) része lett. 1945-től a szocialista Jugoszlávia része volt. 1991-ben 976 lakosa volt, akiknek 97%-a szerb volt. A daytoni békeszerződést követő területfelosztásnál Banja Luka község részeként a Szerb Köztársaság területéhez került. 1971 óta folyamatos az elnéptelenedés, melynek következtében a lakosság száma 1971 óta a felére csökkent.

## Gazdaság
Az aktív lakosság nagy része mezőgazdasággal foglalkozik.

## Oktatás
A településen található a „Miroslav Antić” Általános Iskola. Története 1932-ig nyúlik vissza, amikor a „Kraljice Marije” Általános Iskola nevet kapta. Az iskola 1941-ig működött, a háború alatt az épület jelentősen megrongálódott. Rehabilitációja 1948-ban kezdődött, az átalakított létesítmény 1949-ben kezdte meg működését. 1958 decemberében a falu lakói elhatározták, hogy új iskolaépületet építenek. A Banjalukát 1969-ben sújtó földrengés megrongálta az iskola épületét, de nem olyan mértékben, hogy ne tudták volna megtartani az órákat. Az épület helyreállítása 1974 áprilisában kezdődött. A munkálatok során a Banja Luka - Bronzani Majdan úttal párhuzamos részen összesen nyolc tanteremmel bővült az iskola, míg a nyugati részen tornaterem épült. Az 1975/1976-os tanévtől a felújított és kibővített iskolaépületben zajlanak a foglalkozások. Az iskola a mai nevén 1992 óta működik

## Nevezetességei
A Szent Péter és Pál apostolok tiszteletére szentelt ortodox plébániatemplom 1912-ben épült és a mai napig fennmaradt.

## Fordítás
- Ez a szócikk részben vagy egészben  a(z)   Бистрица (Бања Лука) című szerb Wikipédia-szócikk ezen változatának fordításán alapul.  Az eredeti cikk szerkesztőit annak laptörténete sorolja fel. Ez a jelzés csupán a megfogalmazás eredetét és a szerzői jogokat jelzi, nem szolgál a cikkben szereplő információk forrásmegjelöléseként.